# Limni Pikrοlimni - Xylοkeratia
Limni Pikrοlimni - Xylοkeratia este o arie protejată (arie de protecție specială avifaunistică — SPA) din Grecia întinsă pe o suprafață de 1.953,93 ha, integral pe uscat.

## Localizare
Centrul sitului Limni Pikrοlimni - Xylοkeratia este situat la coordonatele 40°49′58″N 22°49′18″E / 40.832651°N 22.821731°E.

## Înființare
Situl Limni Pikrοlimni - Xylοkeratia a fost declarat arie de protecție specială avifaunistică în octombrie 2001 pentru a proteja 44 de specii de animale.

## Biodiversitate
Situată în ecoregiunea mediteraneană, aria protejată nu include niciun habitat protejat.
La baza desemnării sitului se află mai multe specii protejate de  păsări (44): rață sulițar (Anas acuta), rață pitică (Anas crecca), rață mare (Anas platyrhynchos), Anser albifrons albifrons, fâsă-de-câmp (Anthus campestris), lăstunul mare (Apus apus), stârc cenușiu (Ardea cinerea), rață-cu-cap-castaniu (Aythya ferina), pasărea ogorului (Burhinus oedicnemus), șorecarul comun (Buteo buteo), ciocârlie-cu-degete-scurte (Calandrella brachydactyla), fugaci de țărm (Calidris alpina), fugaci mic (Calidris minuta), bătăuș (Calidris pugnax), chirighiță-cu-aripi-albe (Chlidonias leucopterus), șerpar (Circaetus gallicus), erete vânăt (Circus cyaneus), prepeliță (Coturnix coturnix), egretă mică (Egretta garzetta), șoim de iarnă (Falco columbarius), lișiță (Fulica atra), becațină comună (Gallinago gallinago), piciorong (Himantopus himantopus), rândunică (Hirundo rustica), stârc pitic (Ixobrychus minutus), sfrânciocul cu frunte neagră (Lanius minor), pescăruș râzător (Larus ridibundus), rață fluierătoare (Mareca penelope), codobatura galbenă (Motacilla flava), Numenius arquata arquata, vrabie negricioasă (Passer hispaniolensis), viespar (Pernis apivorus), Phalacrocorax carbo sinensis, flamingo roz (Phoenicopterus roseus), corcodel mare (Podiceps cristatus), corcodel-cu-gât-negru (Podiceps nigricollis), lăstun de mal (Riparia riparia), Spatula clypeata, chiră de baltă (Sterna hirundo), chiră mică (Sternula albifrons), turturică (Streptopelia turtur), fluierar de mlaștină (Tringa glareola), fluierar cu picioare verzi (Tringa nebularia), Zapornia pusilla.
Pe lângă speciile protejate, pe teritoriul sitului au mai fost identificate 2 specii de păsări.